# 吉田美香
吉田 美香（よしだ みか、1971年2月12日 - ）は、日本の囲碁棋士。大阪府出身、関西棋院所属、水野弘士門下。女流本因坊連続4期など。手厚く味のよい碁ながら、大胆な着想も持つ。囲碁棋士の吉田昇司は兄。

## 経歴
4人きょうだいの末っ子として天王寺区の夕陽丘に生まれ育った生粋の浪速っ子、9歳の時に兄昇司の付き合いで、兄の同級生の父で囲碁棋士の水野弘士の教室に入り囲碁を覚える。1986年入段。1993年に女流本因坊戦で加藤朋子に挑戦し、2-1でタイトル獲得、関西棋院で初の女流本因坊となる。以後4連覇。関西女流囲碁トーナメント戦では、2002年第1期から4連覇。2003年に大手合で八段昇段、関西棋院で初、日本棋院を含めても3人目の女性の八段となる。
1994、96年、関西囲碁将棋記者クラブ賞受賞。1995年、NHK囲碁講座「美香の見合い大作戦」の講師。同年に大阪で開催されたアジア太平洋経済協力 (APEC) 首脳会議の特別広報委員に選ばれる。2001年に結婚。2002年に朝日新聞でエッセイ「棋士のひとりごと」を連載。性格は自称神経質、趣味は中国画。
2019年、9月22日放映のNHK杯テレビ囲碁トーナメントにて、同棋戦史上初めての女性解説者として、余正麒対藤沢里菜女流本因坊戦を解説した。「わたしの出来次第で他の人たちの可能性を閉ざしてしまうかも」などと飄々と語っていたが、ソツなく最後まで解説して見せた。この結果が良かったのか、同期中に吉原由香里の解説も実現した。

### タイトル歴
- 女流本因坊 4期（1993-96年）
- 女流鶴聖戦 1期（1998年）
- 関西女流囲碁トーナメント 4期（2002-05年）

### その他の棋歴
- 女流鶴聖戦 準優勝 1992、1993年
- リコー杯プロペア碁選手権戦 優勝 2000年（東野弘昭とペア）
- 東京精密杯女流プロ最強戦 準優勝 2001年

### 関西棋院賞
- 利仙賞 １回
- 道玄賞 ４回
- 特別賞 １回
- 山野賞 ５回
- 永井賞 １回
- 平成元年新人賞

### テレビ出演歴
- 囲碁はにほへと（サンテレビ、1999年 - 2001年）
- 囲碁フォーカス
- 新春お好み囲碁対局 逆転必至!プロ・タレント夢の連碁戦（NHK教育、2013年1月3日）